# Europese weg 53
De Europese weg 53 of E53 is een Europese weg die loopt van Pilsen in Tsjechië naar München in Duitsland.

## Algemeen
De Europese weg 53 is een Klasse A Noord-Zuid-verbindingsweg en verbindt het Tsjechische Pilsen met het Duitse München en komt hiermee op een afstand van ongeveer 270 kilometer. De route is door de UNECE als volgt vastgelegd: Pilsen - Bayerisch Eisenstein - Deggendorf - München.